# Passo da Forclaz
O passo da Forclaz - Col de la Forclaz em francês - é um colo a 1 526 m, no maciço do Monte Branco, que se situa no cantão suíço do Valais entra a cidade de Martigny e a localidade de Trient.
O colo é uma passagem alpina importante pois que é a ligação natural entre o vale do Ródano do lado Suíço, com o vale do Arve do lado Francês, pois que depois de  Trient a estrada, assim como a Linha Saint-Gervais-les-Bains-Le Fayet, se dirige a Chamonix-Mont-Blanc, depois de ter passado o colo das Montets.
Uma primeira estrada na Forclaz - do latim furca, forquilha - foi aberta em 1824, pois que até essa altura era por um trilho e de mula que se o passava, mas só foi  empedrada em 1957. O colo ficou a ser conhecido depois dos trabalhos, e mais tarde as  expedições, que Horace Bénédict de Saussure fez ao Monte Branco
Depois de Trient há uma passagem muito bela, estreita, e muito apreciada, a Tête Noire, que ainda são mais impressionantes quando se acede às Grotte aux Nymphes através de 120 m de pequenas pontes em madeira.